# Graphis symplecta
Graphis symplecta är en lavart som beskrevs av Nyl. Graphis symplecta ingår i släktet Graphis och familjen Graphidaceae.   Inga underarter finns listade i Catalogue of Life.